# Distrito de Tiquillaca

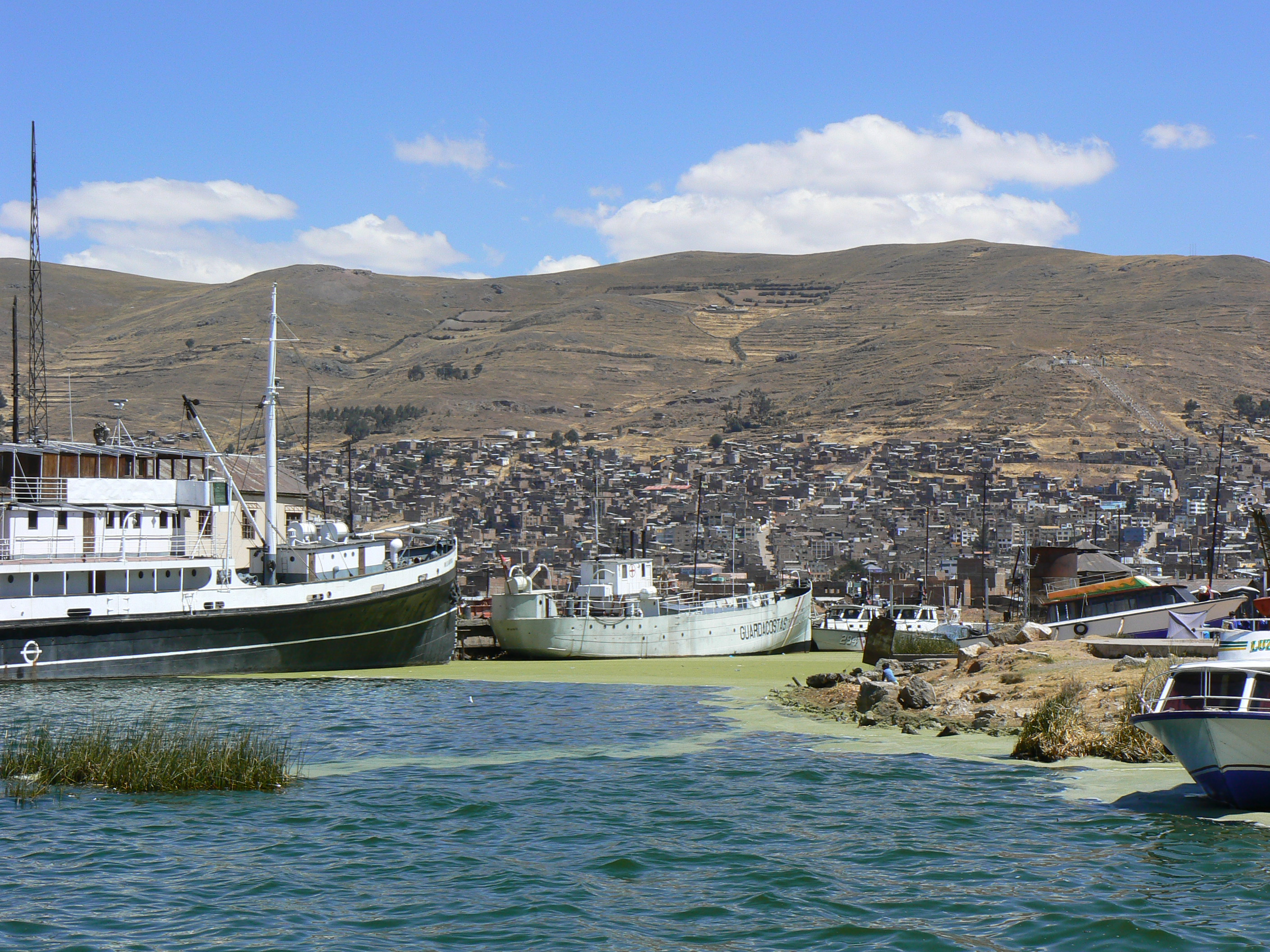
Puerto de Puno

El distrito de Tiquillaca es uno de los 15 distritos de la provincia de Puno en el departamento de Puno, en el Perú.
Desde el punto de vista jerárquico de la Iglesia católica forma parte de la Diócesis de Puno en la Arquidiócesis de Arequipa.

## Ubicación geográfica
Ubicado en el altiplano Peruano a una altitud de 3885 metros sobre el nivel del mar, a 20 kilómetros de la ciudad de Puno, a orillas del Lago Titicaca.
Límites:  por  el este  limita  con los  distritos de Puno y Paucarcolla; por el oeste  limita  con los distritos de Mañazo y el distrito moqueguano de Ichuña; por el norte  limita  con los distritos  de Atuncolla, Vilque y el  lago Umayo; y por el sur  limita con  el distrito de San Antonio.

## Historia
El distrito celebra su fiesta patronal el 4 de octubre de cada año, al ser el Padre San Francisco de Asís su eterno benefactor, ocasión en la que propios y extraños departen esta celebración y donde todos coinciden en puntos de equilibrio de amor y perdón, como objetivo común en busca de la reivindicación humana.
Donde todas las comunidades pertenecientes al lugar participan en la celebración que se realiza el 4 de octubre.

## Población
Según el censo peruano de 2007 la población es de 2053 habitantes, de los cuales 41.1 % viven en el área rural y el 58.9 % en el área urbana.

## División administrativa
El área total del distrito de 455,71 km², distribuidos entre comunidades campesinas y centros poblados menores.

### Centros poblados
- Tiquillaca

## Hitos urbanos
Destaca su centenaria plaza de Armas, su hermoso templo colonial y sus pintorescas calles empedradas.

## Turismo
- Tiquillaca

## Festividades
- Febrero
  - Fiesta de la Candelaria (Puno)

## Autoridades

### Municipales
- 2023 - 2026[2]
  - Alcalde: Willy Lope Dueñas, del Movimiento Regional Reforma y Honradez.
  - Regidores:

  1. Favre Quispe Vera (Frente Amplio para el Desarrollo del Pueblo)
  2. Julio Leonardo Garnica Quispe (Frente Amplio para el Desarrollo del Pueblo)
  3. Gumercinda Verónica Gonzales Dueñas (Frente Amplio para el Desarrollo del Pueblo)
  4. José Ángel Escobar Ticona (Frente Amplio para el Desarrollo del Pueblo)
  5. Vicente Ticona Mayta (Movimiento de Integración por el Desarrollo Regional (Mi Casita))